# Ascari A10
La Ascari A10 è un'automobile prodotta dalla società inglese Ascari Cars che è stata fondata dal miliardario olandese Klaas Zwart.
Si tratta di una evoluzione stradale dell'auto da corsa KZ1-R, che ha disputato il Campionato GT Spagnolo, con entrambe le vetture ideate dall'ex designer di Formula 1 Paul Brown. È la terza vettura stradale prodotta dalla società, dopo la Ecosse e la KZ1, il nome di A10 è stato adottato per commemorare il 10º anniversario della società.
La A10 è dotata del motore S62B50, V8 di origine BMW da 5 litri di cilindrata e oltre 600 cavalli di potenza, abbinato a un cambio a sei marce manuale sequenziale, con un cambio manuale normale disponibile come optional. La A10 condivide la stessa base del telaio in fibra di carbonio della KZ1, con nuovi elementi di carrozzeria e le sospensioni di derivazione racing.
Nonostante l'aggiunta di un roll bar con specifiche FIA e il sistema antincendio da gara, il peso rimane relativamente contenuto a soli 1.280 kg, a questo contribuisce la rimozione dei pannelli insonorizzanti, dell'aria condizionata e dell'impianto stereo.
La società prevedeva di assemblare a mano 50 A10S nella sua fabbrica in Inghilterra di Banbury, ad un prezzo di circa 450.000 Euro (350.000 sterline), ma non riuscì nell’intento.

## Specifiche tecniche
tipo motore: 8 cilindri a V
cilindrata: 4,941 cc V8
potenza: 625 cavalli (466 kW; 634 PS) @ 7500 giri/minuto
coppia max: 560 N/m @ 5500 giri/minuto

## Prestazioni rilevate
0–100 km/h: 3.0 sec
0–160 km/h: 5.8 sec
400 m: 10.8 secondi a 222 km/h
Velocità massima: 346 km/h